# Alexander Bjarnov
Alexander Bjarnov født Julius Alexander Nicolaj Rasmussen Bjarnov (7. juni 1838, København - 31. juli 1912, København) var en dansk bøssemager og rustmester.

## Uddannelse og karriere
Bjarnov gik i skole i Viborg, og blev herefter uddannet på Frichs Maskinfabrik i Aarhus. I 1864 blev han ansat i Tøjhuset i rustkammerets bøssemagerværksted. I 1866 deltog han i udviklingen af den nye geværmodel (Remington), og i 1867 ledede han som værkfører den maskinelle del af driften. Han fik indført massefabrikation, og han fik generelt forbedret forsyningen af tidssvarende håndvåben.
Han blev udnævnt til rustmester i 1883. Dette år konstruerede han et rekylgevær sammen med generalmajor V.H.O. Madsen, der under navnet System Madsen blev solgt til flere lande. Til det formål blev firmaet Compagnie Madsen A/S stiftet i 1900. Det fik senere navnet Dansk Rekyl-Riffel Syndikat. Dette selskab skiftede i 1936 navn til Dansk Industri Syndikat A/S (DISA).
I 1888 var stod han for at planlægge og gennemføre en ny geværfabrik. Han var med til at udvikle gevær M. 1889, der blev brugt af hæren.
Han stoppede som rustmester i 1908, hvorefter Johan Stöckel fik titlen.

## Privatliv
Bjarnov var søn af kgl. privilegeret mekaniker Paul Rasmussen (1808–88, gift 2. gang 1847 med Caroline Vilhelmine Rasmussen, ca. 1818–81) og Johanne Marie Dorothea Hansen (1808–88, gift 2. gang med dugmager Georg Ernst Branner, 1813–78). Han ændrede sit navn i 1902. 
Den 2. februar 1862 blev han gift med Karen Sophie Nielsen (28. marts 1839, Lynge - død 12. december 1907, København). 

## Hæder
- 1879 Det ørstedske legat for konstruktion af en automatisk længdemålemaskine
- 1887 Ridder af Dannebrog
- 1908 Dannebrogordenens Hæderstegn